# Kragträgerverfahren
Das Kragträgerverfahren oder Spannungstrapezverfahren gehört als statische Berechnungsmethode zur Baustatik. Es ist eine einfache und alte (klassische) zweidimensionale Methode zur Berechnung der Standsicherheit eines Fundaments (z. B. eines Köcherfundaments), einer Stützwand, einer Staumauer oder etwas Vergleichbarem. Wenn das Kragträgerverfahren angewandt wird, sagt man in Fachkreisen auch, "es wird nach der Balkentheorie gerechnet".

## Vorgehen

Spannungen unter einem Stützwand-Fundament

Alle o. g. Anwendungsfälle werden zurückgeführt auf einen einfachen Balken, der nur auf einer Seite eingespannt ist, nämlich unten. Diesen Balken nennt man auch Kragträger. Berechnet werden die Spannungen, die der Kragträger bzw. Balken (oder das ganze Bauwerk) bei der Belastung, der er unterworfen ist, auf seine Einspannung oder Aufstandsfläche ausübt. Der Verlauf der Spannungen wird als linear angenommen. Er nimmt die Form eines Trapezes an (daher der Name Spannungstrapezverfahren).

## Mathematische Beschreibung
Die zugrunde liegende Formel für die Berechnung der Spannungen ist:
{\displaystyle \sigma _{1,2}={\frac {N}{A}}\pm {\frac {M}{W}}}
{\displaystyle \sigma _{1,2}} = Spannungen auf den beiden Seiten,
{\displaystyle N} - Normalkraft
{\displaystyle A} - Aufstandsfläche
{\displaystyle M} - Biegemoment
{\displaystyle W} - Widerstandsmoment

## Voraussetzungen
Das Verfahren setzt – im Gegensatz zur Stabstatik – voraus, dass der Balken eine Ausdehnung in seiner Breite hat, die auch über der Höhe variieren kann. Außerdem wird vorausgesetzt, dass er sich zwar biegen darf, aber nicht in sich verformt, d. h., dass seine Querschnitte eben bleiben (Bernoulli-Hypothese).

## Nachweise
Bei einem Fundament ist zusätzlich nachzuweisen, dass an jeder Stelle der Aufstandsfläche des darüber befindlichen Bauwerks Druckspannungen vorhanden sind. Sonst würde das Bauwerk an einer Seite abheben und umkippen.
In verfeinerten Versionen der Balkentheorie können auch die Hauptnormal- und Hauptschubspannungen sowie deren Verlauf bestimmt werden.
In einem zusätzlichen Schritt weist man die Gleitsicherheit, die Kippsicherheit und die Sicherheit gegen statischen Auftrieb nach.